# Francesco Biffi
Francesco Biffi (Faenza, 28 ottobre 1908 – Addis Abeba, 17 febbraio 1937) è stato un militare italiano, insignito della medaglia d'oro al valor militare alla memoria nel corso delle grandi operazioni di polizia coloniale in Africa Orientale Italiana.

## Biografia
Nacque a Faenza nel 1908, figlio di Francesco e Palmira Ratti.  Arruolatosi nel Regio Esercito all'età di diciassette anni, fu assegnato al plotone allievi sottufficiali presso il 19º Reggimento artiglieria da campagna, era promosso caporale il 1º aprile 1926. Trasferito nel mese di luglio al 21º Reggimento artiglieria da campagna, nel mese di agosto fu promosso caporal maggiore e il 1º ottobre sergente. Posto in congedo, un mese dopo fu riammesso in servizio presso l'11º Reggimento artiglieria da campagna dove ottenne la promozione a sergente maggiore nel dicembre 1928. Specialista di gruppo per il tiro, radiotelegrafista, insegnante di educazione fisica ed infine artificiere. Trasferito nel giugno 1931 al 23º Reggimento artiglieria da campagna di stanza a Trieste, dal maggio 1934 passò al 20º Reggimento artiglieria da campagna a Padova. Nel 1935 fu trasferito nel Regio corpo truppe coloniali della Somalia italiana, partì da Napoli il 16 settembre, sbarcando a Mogadiscio il 1º ottobre destinato alla Direzione d'artiglieria per il servizio munizioni. Il 10 dicembre 1936 otteneva di entrare a far parte della Banda indigena "Pellizzari". Rimasto gravemente ferito il 18 gennaio 1937 nel combattimento di Arbagoma, decedeva il 17 febbraio successivo nell'ospedale da campo n. 2419 ad Addis Abeba. Insignito della medaglia d'oro al valor militare alla memoria per decisione del Viceré d'Etiopia Rodolfo Graziani, l'onorificenza venne consegnata da Benito Mussolini a sua madre in una apposita cerimonia tenutasi a Roma il 9 maggio 1938.

### Fonti
1. 1 2 3 4 5 6 7 8 9  Combattenti Liberazione.
2. 1 2  Gruppo Medaglie d'Oro al Valor Militare 1965, p. 207.
3. ↑  Corriere.
4. ↑   Medaglia d'oro al valor militare Biffi, Francesco, su quirinale.it, Quirinale. URL consultato l'11 luglio 2021.